# Volubilis (película)
Volubilis es una película franco-marroquí dirigida por Faouzi Bensaïdi, estrenada en 2017. Se proyectó en varios festivales internacionales de cine.

## Reparto
- Nadia Kounda
- Mouhcine Malzi
- Abdelhadi Talbi
- Nezha Rahil[8]
- Faouzi Bensaïdi

## Festivales, premios y reconocimientos
Volubilis se presentó en la sección Giornate degli Autor/Venice Days del Festival de Venecia de 2017. Ganó el Tanit de bronce en el Festival de Cine de Cartago de 2017. Nadia Kounda ganó el premio a la mejor actriz en el Festival de Cine de El Gouna por su interpretación en la película. También se proyectó en el Festival du Nouveau Cinéma de 2017 en Montreal.